# Torinoskalan
Torinoskalan, (The Torino Impact Hazard Scale) är en metod för kategorisering av risken för kollision mellan jorden och andra himlakroppar, såsom asteroider och kometer. Vad ett objekt får för värde på torinoskalan beror dels på sannolikheten för kollision, dels på hur stor förstörelse en eventuell kollision skulle medföra.
Torinoskalan går från 0 till 10, där 0 står för minimal risk och 10 innebär dels att sannolikheten för kollision är mer än 99 procent, dels att skadorna efter kollisionen kommer att bli globala. Skalans 11 steg är dessutom grupperade i fem ”färger”. Decimaler förekommer inte – värden på skalan uttrycks alltid i heltal. 
Skalan presenterades på en konferens i Turin 1999. I enlighet med konferensens önskemål, kallas skalan "Torinoskalan" även på de språk där staden har ett annat namn.

## Torinoskalans steg
| Ingen risk                                     | Ingen risk |
| ---------------------------------------------- | --- |
| 0.                                             | Sannolikheten för en kollision är noll, eller försvinnande liten. Objekt som är tillräckligt små för att brinna upp i atmosfären, eller bara kan åsamka mycket begränsade skador, räknas också till denna kategori.                                                                                           |
| Normal                                         | |
| 1.                                             | Himlakroppar som kommer att passera nära Jorden, men med väldigt låg sannolikhet för kollision. |
| Förtjänar astronomers uppmärksamhet            | |
| 2.                                             | Objekt som kommer att passera så nära jorden att dess bana bör beräknas närmare av astronomer, även om risken är mycket låg. |
| 3.                                             | Objekt som passerar så nära Jorden att risken är 1 procent eller mer för en kollision med lokala skador. Förtjänar uppmärksamhet från allmänheten och dess företrädare om passagen kommer att ske inom 10 år. Mest troligt är att mer noggranna observationer kommer att omdefiniera objektet till en 0:a.    |
| 4.                                             | Objekt som passerar så nära Jorden att risken är 1 procent eller mer för en kollision med regionala skador. Förtjänar uppmärksamhet från allmänheten och dess företrädare om passagen kommer att ske inom 10 år. Mest troligt är att mer noggranna observationer kommer att omdefiniera objektet till en 0:a. |
| Hotande                                        | |
| 5.                                             | En nära passage som utgör ett allvarligt men osäkert hot om regional ödeläggelse. Kräver stor uppmärksamhet från världens astronomer för att avgöra om en kollision kommer att inträffa eller inte. Om det är mindre än tio år till passagen kan beredskapsplaner behöva upprättas.                           |
| 6.                                             | En nära passage av ett stort objekt som utgör ett allvarligt men osäkert hot om global ödeläggelse. Kräver stor uppmärksamhet från världens astronomer för att avgöra om en kollision kommer att inträffa eller inte. Om det är mindre än trettio år till passagen kan beredskapsplaner behöva upprättas.     |
| 7.                                             | En mycket nära passage av ett stort objekt som utgör det senaste seklets allvarligaste hot om global ödeläggelse. Om passagen sker inom hundra år bör åtgärder vidtas, särskilt för att snabbt och säkert fastställa om en kollision kommer att inträffa eller inte.                                          |
| Kollision som med säkerhet kommer att inträffa | |
| 8.                                             | En kollision kommer så gott som säkert att inträffa, med lokala skador som följd. |
| 9.                                             | En kollision kommer så gott som säkert att inträffa, med regionala skador av historiska mått som följd. |
| 10.                                            | En kollision kommer så gott som säkert att inträffa, med en global klimatkatastrof, som kan hota hela mänskligheten, som följd. |

Torinoskalan. X-axeln = Sannolikhet för kollision, Y-axeln = Kinetisk energi (Megaton). Skalan graderad i meter visar den ungefärliga diametern på en asteroid med motsvarande kinetisk energi vid en eventuell kollision

Den högsta rankingen ett objekt fått var 4.

## Högsta värden
Ett objekt rankas för närvarande (december 2010) högre än 0 på torinoskalan.
- 1:a. Asteroiden 2007 VK184 som passerar nära jorden 2048.

## Andra skalor
En mer detaljerad - och för lekmän mer svårbegriplig - skala är palermoskalan, Palermo Technical Impact Hazard Scale.